# 参加型政策分析
参加型政策分析（英語: participatory policy analysis; PPA）とは伝統的な政策科学が専制主義的であるという批判に対応して、政策プロセスにおける民主化の要求に応えようとする試みの一つ。
参加型政策分析の根底にあるものは、影響を受けるすべての者が政治的発言権を与えられるべきというトーマス・ジェファーソン（Thomas Jefferson）流の民主主義と、すべての政治的発言が偏見やえこひいきなく傾聴されるべきであるという理想的言論の状況（ideal speech situation）を強調するユルゲン・ハーバーマスの批判理論が結合したものであると考えられる。また、民主的社会における基本的要求は、論議、公開討論、説得の方法および条件を改善することであるというジョン・デューイ（John Dewey）の思想がその支柱になっている。
参加型政策分析の目標は新しい公共政策の設計に先立って、それによって影響を受ける市民に有識市民感情（informed citizen sentiments）を発現させ、具体化することである。それによって政策分析者および政策決定者は、これまでは手を触れなかった価値要素の明確化を含めて、より完全な情報をベースに政策決定を行うことができるようになる。
参加型分析について、ダン・ダーニング（Dan Durning）は参加的民主主義のためのもの、分析的インプットを提供するもの、解釈論的情報を提供するもの、ステークホルダーによるものの四つの類型に分類している。